# Follow the Money/Staffel 3
Dieser Artikel behandelt die dritte Staffel der dänischen Fernsehserie Bedrag. Waren die ersten beiden Staffeln noch unter dem deutschen Titel Follow the Money erschienen, lautet der deutsche Serientitel bei dieser Staffel Follow the Money – Die Spur des Geldes.

## Handlung
Alf Rybjerg ist Ermittler in einer polizeilichen Spezialeinheit für Wirtschaftskriminalität in Kopenhagen. Seit einer schweren Verletzung im Dienst hat er Schlafstörungen und psychische Probleme, die er seinen Mitmenschen verschweigt. In einem Einsatz hilft er dabei mit, einen Drogendealer zu verhaften und so 350 kg Haschisch zu konfiszieren. Bei einem weiteren Einsatz entdeckt er in einem unterirdischen Lagerraum ein Zimmer mit den Leichen von acht Rumänen, darunter auch ein Kind. Nachdem sich herausgestellt hat, dass es sich bei den erwachsenen Toten den Dokumenten zufolge um vermögende Firmeninhaber handelt, wird Alf die Leitung der weiteren Ermittlungen in diesem Fall übertragen.
Unterdessen arbeitet der Kriminelle Nicky – vorgeblich im Auftrag des spanischen Drogenbarons Marco – daran, den Absatzmarkt für Haschisch in Dänemark aufzubauen. Um das Geld aus den Drogengeschäften zu waschen, nutzt er eine Saftbar sowie eine Wechselstube, deren Inhaber mit ihm kooperieren. Mit Hilfe eines Informanten bei der Polizei lässt er einen Eintrag in seiner Polizeiakte entfernen und erfährt er erstmals, dass er einen Sohn hat, der bei Pflegeeltern lebt. Sich ein Familienleben wünschend, beantragt er beim Jugendamt das Sorgerecht für den Jungen. Im Laufe der Episoden verstärkt er sein Familienleben.
Alf und sein Team finden heraus, dass die Rumänen einer Kohlenmonoxidvergiftung erlegen sind und ihr Tod offenbar ein Unfall war. Zudem sollen sie als Strohmänner für Geldgeschäfte benutzt worden seien, denn das Geld auf ihren Konten wurde kurz vor ihrem Tod abgehoben. Der Lagerraum war im Auftrag von Marco angemietet worden und diente der Zwischenlagerung von Haschisch. Bei den Ermittlungen stößt Alfs Team auf die Wechselstube von Jawad und entdeckt, dass er wegen eines Aussetzers im Überwachungsvideo etwas verheimlicht. Das Team beginnt deshalb die Wechselstube zu observieren. Dadurch wird das Team auf den Vorbestraften Kim Prami aufmerksam, über dessen Handy nach Rumänien telefoniert wurde. Bei seiner Verhaftung entdecken die Ermittler in seiner Garage eine halbe Tonne Haschisch. Für Alfs Vorgesetzten Kim Storm bleibt Prami der Hauptverdächtige für den Tod der Rumänen.
Die Staatsanwältin Isa führt eine geheime, außereheliche Liebesbeziehung mit Alf. Er wünscht sich mehr Zeit mit ihr und besucht sie dazu unvereinbart bei ihrem Mann. Daraufhin trennt sich Isa vorübergehend von Alf. Geplagt von Schlaflosigkeit, nimmt Alf Schlaftabletten und Amphetamine ein, die er sich nachts bei Dealern beschafft. Eines Abends wird er vor Jawads Wechselstube zufällig auf Nicky aufmerksam, den er von einem früheren Fall kennt. Durch Befragung von Prami ermittelt er, dass Nicky in Marcos Auftrag das dänische Drogengeschäft organisiert. Wegen Storms Anweisung, sich auf Prami zu konzentrieren, observiert Alf Nicky auf eigene Faust. Mit Hilfe von Kopenhagens Polizeipräsident Peter Brodersen, dem Alf zufällig begegnet, erreicht Alf zu Storms Ärger, dass er sich auf Nicky konzentrieren darf. Als Alf und Stine Nickys Wohnung zur Observierung präparieren, übersehen sie eine von Nicky betriebene Überwachungskamera, wodurch Nicky alsbald von den Ermittlungen gegen sich erfährt.
Indes wird die Bankberaterin Anna bei der Beförderung zur Filialleiterin übergangen. Darüber frustriert, hilft sie ihrem Ehemann Søren insgeheim durch illegale Handlungen, seine kleine Baufirma zu retten. Dazu manipuliert sie die Konten eines der Zulieferers der Firma, der Rune heißt und den sie darüber informiert. Daraufhin lernen sich Rune und Anna näher kennen. Er bringt sie in Kontakt mit Männern, die Partner zur Geldwäsche suchen. Der erste lehnt sie als unprofessionell ab, der zweite ist ihr zu gefährlich. Mit dem dritten, Nicky, einigt sie sich darauf, sein Geld über ausländische Konten zu waschen. Sie nutzt dazu die Computersysteme ihrer Bank und geht auch Vereinbarungen mit fremden Geschäftsmännern ein. Bei ihren geheimen Handlungen gewinnt Anna an Selbstvertrauen, auch mit Blick auf ihr eheliches Liebesleben. Von einem Geldgeschenk Nickys kauft sich Anna teure Kleidung, die Søren zufällig entdeckt, sodass Anna ihm von ihren Geldwäscheaktivitäten erzählt. Nachdem Søren von ihr verlangt hat, diese Aktivitäten zu unterlassen, lässt sie mit Nickys Hilfe ihn durch zwei Schläger einschüchtern. Indes beginnt Anna mit weiteren Wechselstubeninhabern zu kooperieren, um Nickys Geld zu waschen. Als in ihrer Bank eine interne Revision stattfindet, vertuscht sie vor den Prüfern erfolgreich ihre Spuren, allerdings werden ihre Transaktionen nun von der neuen Filialleiterin Nete als unlauter verdächtigt.
Auf der Suche nach einem Abnehmer für eine Drogenlieferung wird Nicky durch einen Bekannten in Kontakt mit dem Palästinenser Wasim gebracht, der ihm zusätzlich anbietet, von Nicky monatlich eine Tonne Haschisch zu kaufen. Nicky lässt die Drogen, versteckt in Pkw, in eine Kopenhagener Autowerkstatt bringen und von dort aus auch per Fahrradkurieren verteilen. Als Alfs Team einen dieser Kuriere überprüft, löst dieser einen Schusswechsel aus, bei dem er und eine unbeteiligte Frau erschossen werden. Alfs Team arbeitet danach eine Liste mit 25 Orten in der Stadt ab, wo Razzien gegen Nickys Drogenhändler-Netzwerk stattfinden – aber mit Ausnahme von Wasim, den zu untersuchen Alf von Brodersen aus ungenannten Gründen verboten wird – sehr zu Stines Verwunderung. Das Team stellt dabei Waffen, Drogen, Geld und Handys sicher und erfährt bei der Überprüfung von Kommunikationsdaten, dass sich Nicky am kommenden Tag mit Marco persönlich treffen will. Alfs Team gelingt es trotz umfassender Überwachung von Nicky aber nicht, Marco zu ergreifen, welcher nach dem Treffen mit Nicky unbemerkt wieder abreisen kann.
Als Alf und Møller zwecks Prüfung von Nickys finanziellen Aktivitäten in der Bankfiliale von Nete und Anna erscheinen, wirkt Anna entscheidend dabei mit, den Polizisten zu verdeutlichen, dass mit Nickys Konten alles in Ordnung sei. Anna ist nun zusätzlich zu ihrem Bestreben, Nete zu kontrollieren, damit befasst, Nickys und ihre eigenen kriminellen Aktivitäten vor der Polizei zu verbergen. Durch körperliche Gewalt und Mordandrohung schüchtert sie Nete bei einem privaten Treffen ein, um mit ihr zu kooperieren.
Brodersen zwingt Alf dazu, nicht weiter gegen Wasim und Nicky zu ermitteln, da es sein Ziel ist, den Drogenmarkt in Kopenhagen zu monopolisieren, um so die Gewalt und Konkurrenz unter den verschiedenen Drogenhändlern zu unterbinden. Brodersen droht ihm dazu mit der Enthüllung seiner Drogensucht und seiner Liebesaffäre mit Isa. Um Brodersens Anordnung durchzusetzen, entledigt sich Alf Stine, die seine Entscheidungen kritisiert, indem er sie bei Storm anschwärzt. Alf lässt sein Team nun gegen Bobby ermitteln, einen Konkurrenten von Nicky auf dem Drogenmarkt. Bobby jedoch ermordet kurz darauf Wasim auf einem Golfplatz. Zu Alfs Verwunderung beharrt Brodersen trotz Wasims Tod darauf, dass Alfs Team nicht weiter gegen Nicky ermittelt. Alf widersetzt sich Brodersen jedoch, zieht Stine und Storm ins Vertrauen und lässt sich und sein Team wieder gegen Nicky ermitteln. Da Brodersen als Reaktion darauf Alfs Abteilung aufzulösen plant, steht sein Team unter besonderem Druck, schnell entscheidende Ermittlungsergebnisse zu liefern.
Alf analysiert, dass es sich bei Marco in Wirklichkeit um Nicky handelt, um ein und dieselbe Person. Als Alf und sein Team daraufhin Nicky in dessen Haus verhaften wollen, finden sie es verlassen und mit Blutspuren vor. Diese stammen von Nicky, der dort kurz zuvor von Lala, den Nicky zu seinem Nachfolger aufbauen wollte, niedergestochen wurde. Lala hat die Gewalttat verübt, nachdem er ebenfalls von Nickys doppelter Rolle als Marco erfahren hat, und, weil sich Nicky zuvor dem Wunsch verweigert hat, Wasims Stellvertreter Nabil durch die Lieferung von Waffen zu helfen, mit denen dieser den Mord an Wasim rächen möchte. Ein weiterer Grund für Lalas Tat war, dass Nicky ihm, nachdem er von rassistischen Männern verprügelt wurde, nicht geholfen hat. Nicky begibt sich indes schwer verletzt und hilfesuchend zu seiner Freundin Sahar, die er in Wasims Umfeld kennengelernt hatte. Sie sorgt dafür, dass er in ein Krankenhaus kommt. Von dort gelingt ihm nach einer Notbehandlung und unter erheblichen Schmerzen die Flucht, auch, weil durch eine Anordnung, die Alf Brodersen zurechnet, die zum Schutz des Krankenhauses abkommandierten Polizisten abgezogen werden. Unterdessen haben Alf und Möller Nete betreffs Nickys Finanztransaktionen zur Rede gestellt und dabei erfahren, dass Anna Nickys Geldwäsche aktiv unterstützt hat.
Nicky, der sich schnellstens nach Spanien absetzen möchte, wendet sich an Anna, um sich von ihr sein Geld ausbezahlen zu lassen. Anna wurde indes aber von Nete entlassen und hat deshalb Schwierigkeiten, ihm den Wunsch zu erfüllen. Sie steht auch unter dem Druck von Nabil und Lala, die weiterhin Annas Dienste benötigen und dazu auch die Leben von Annas Sohn und Sören bedrohen. Um die nötigen Computer-Transaktionen durchzuführen und dabei nicht von Nete gestört zu werden, verübt sie einen Mordanschlag auf Nete, den diese schwerverletzt überlebt. Als in ihrer Bankfiliale erneut eine interne Revision ansteht, gesteht sie gegenüber den Prüfern, dass unter ihrer Verantwortung die von ihr betreuten Konten für Zahlungen hoher Summen ins Ausland genutzt wurden. Obwohl die Prüfer ihr deshalb eine Strafanzeige in Aussicht stellen, erhält sie vom Bankdirektor – einem ehemaligen Kommilitonen – das Angebot, künftig in der Bankzentrale im Bereich Compliance zu arbeiten.
Unterdessen hat Brodersen dafür gesorgt, dass Storm die Alf kompromittierenden Informationen erhält, mit denen er Alf gedroht hatte. Alf wird daher durch Storm vom Dienst suspendiert. Während er zu Hause nach dem Absetzen seiner Suchtmittel unter schweren Entzugserscheinungen leidet, erhält er Besuch von Nicky, der als Gegenleistung für strafmildernde Maßnahmen umfassend gestehen will. Daraufhin bittet Alf seine Kollegen fernmündlich um Abholung von Nicky. Dieser wird wider Alfs Erwarten aber von Vertrauten von Brodersen abgeholt, der sich selbst schützen möchte, indem er Nicky zwingt, umgehend und dauerhaft nach Dubai auszureisen. Indem Nicky bei einem letzten Besuch seines Hauses für Alf einen Hinweis hinterlässt, gelingt es Alf und seinem Team, am Flughafen Nicky aufzuspüren, der seinen Abflug indes durch einen Suizidversuch vereiteln konnte. Mit den von Nicky gelieferten Beweisen werden Lala, Nabil und ihre Komplizen verhaftet, Alf macht Brodersen gegenüber eine entsprechende Ankündigung.
Vier Monate später werden Lala und Nabil zu mehrjährigen Haftstrafen verurteilt. Anna arbeitet nun als Leiterin der Compliance-Abteilung ihrer Bank. Alf ist wieder tablettenabhängig und verfolgt im Fernsehen, wie Isas Ehemann, ein Politiker, die kürzliche Legalisierung von Haschisch in Dänemark feiert. Nicky wird per Pkw aus seinem Gefängnis gebracht und unterwegs von einem Motorradfahrer erschossen.

## Besetzung und Synchronisation
| Figur            | Darsteller              | Deutscher Sprecher        | Rolle                                               |
| ---------------- | ----------------------- | ------------------------- | --------------------------------------------------- |
| Alf Rybjerg      | Thomas Hwan             | Benedikt Gutjan           | Polizeilicher Ermittler für Wirtschaftskriminalität |
| Nicky Rasmussen  | Esben Smed              | Tim Schwarzmaier          | Krimineller, Wirtschaftsstudent                     |
| Møller           | Esben Dalgaard Andersen | Tommy Morgenstern         | Polizeilicher Ermittler für Drogenkriminalität      |
| Anna Berg Hansen | Maria Rich              | Cathlen Gawlich           | Bankberaterin, Ehefrau von Søren                    |
| Stine            | Marijana Jankovic       | Cornelia Waibel           | Polizeiliche Ermittlerin                            |
| Isa              | Marie Askehave          | Melanie Hinze             | Staatsanwältin                                      |
| Lala             | Dulfi Al-Jabouri        | Diab Nasser               | Krimineller, Neffe von Jawad                        |
| Jawad            | Imad Abul Foul          | Husam Chadat              | Wechselstubeninhaber, Onkel von Lala                |
| Nete             | Mia Jexen               | Jessica Rust              | Leiterin der Bankfiliale                            |
| Peter Brodersen  | Peter Gilsfort          |                           | Polizeipräsident von Kopenhagen                     |
| Wasim            | Nedim Yasar             |                           | Palästinensischer Drogendealer                      |
| Kim Storm        | Olaf Johannessen        |                           | Leitender Polizist, Vorgesetzter von Alf            |
| Søren            | Jacob Hauberg Lohmann   | Sebastian Christoph Jacob | Ehemann von Anna                                    |
| Nabil            | Ali Sivandi             | Imtiaz Haque              | Assistent von Wasim                                 |
| Sahar            | Özlem Sağlanmak         |                           | Freundin von Nicky                                  |